# Who's Next
| Críticas profissionais | Críticas profissionais |
| Avaliações da crítica  | Avaliações da crítica  |
| Fonte                  | Avaliação              |
| ---------------------- | ---------------------- |
| allmusic               | link                   |
| Rolling Stone          | link                   |
| PopMatters             | Positivo link          |

Who's Next é o quinto álbum de estúdio da banda The Who, lançado em 14 de agosto de 1971. É considerado um dos melhores álbuns de estúdio da banda, entrando inclusive para a lista dos 200 álbuns definitivos no Rock and Roll Hall of Fame.
Em 2003 o canal de TV VH1 classificou Who’s Next como o 13° “Melhor Álbum de Todos os Tempos”. Ele ficou em 28° na lista dos “500 Melhores Álbuns de Todos os Tempos” da Rolling Stone.

## Pós-Lifehouse
O álbum surgiu das cinzas do desastroso projeto Lifehouse, que Pete Townshend pretendia organizar como um concerto ao vivo em que os dados pessoais de integrantes da platéia eram transferidos para um sintetizador análogo ARP para criar músicas contínuas que se complementavam (Lifehouse também é descrito como o roteiro para um filme, que, apesar de diversas tentativas por parte de Townshend, nunca chegou a ser feito). O projeto provou ser irrealizável de vários maneiras, provocando um grande desentendimento entre Pete e o produtor do Who Kit Lambert, levando o guitarrista às raias de um colapso nervoso quase suicida.
Depois de gravar algumas músicas de Lifehouse em Nova York e então brigar com o produtor Kit Lambert, o Who voltou ao estúdio com Glyn Johns na Inglaterra e começou tudo do zero. O lançamento recente de algumas das gravações em Nova York no CD remasterizado mostra que Johns merece grande parte do mérito pela qualidade do álbum. Outras músicas demo de Townshend para Lifehouse também foram lançadas, proporcionando uma rara visão da evolução de canções que se transformariam em clássicos do rock.
A continuidade musical, uma das bases do projeto Lifehouse, mostra-se em diversos casos. Um exemplo é o verso de abertura de "Pure and Easy" — que Townshend descreveu como o pivô central de Lifehouse — reaparecendo nos momentos finais de "Song Is Over". Há também um padrão repetido de palmas, de uma palma para duas batidas e duas palmas para quatro batidas, que aparece em "Bargain", "Pure and Easy" e outras canções de Lifehouse lançadas sob outros contextos.

## Arranjos
A música apresenta arranjos que formam uma parede de som. O álbum surgiu em uma época em que grandes avanços foram feitos em termos de engenharia de som, e pouco antes da introdução de sintetizadores musicais.
Townsend tocou o sintetizador ARP por programá-lo usando padrões pulsantes, e desta maneira isso foi usado para criar trechos contínuos para duas das músicas de mais destaque do álbum, “Baba O’Riley” e “Won’t Get Fooled Again” (alvo de uma recente polêmica, dizendo que Townsend, ao invés do sintetizador, usou um órgão Lowrey caseiro).
O álbum também apresenta o piano de Nicky Hopkins e um solo de violino por Dave Arbus em “Baba O’Riley”.

## Capa
A capa do disco traz uma fotografia da banda acabando de urinar em um imenso bloco de concreto; a foto parece ser uma referência ao monolito descoberto na Lua no filme 2001: Uma Odisséia no Espaço, lançado apenas três anos antes. O “monumental” desrespeito pode ser também, assim como o título do disco, uma recusa simbólica da banda de passar o restante de sua carreira tocando Tommy.
O mictório de pedra mostrado na capa fica no Easington District Collliery, em County Durham.
O projeto inicial para a capa apresentava fotos de mulheres grotescamente obesas nuas, sendo amplamente divulgada mas nunca aparecendo no álbum. Outra capa diferente trazia o baterista Keith Moon usando uma lingerie preta, segurando um chicote e de peruca loira (esta foto apareceu no encarte do CD remasterizado).

## Faixas
Todas as canções compostas por Pete Townshend, exceto onde especificado em contrário.

### Original
1. "Baba O'Riley" - 5:08
2. "Bargain" - 5:34
3. "Love Ain't For Keeping" - 2:10
4. "My Wife" (John Entwistle) - 3:41
5. "The Song Is Over" - 6:14
6. "Getting In Tune" - 4:50
7. "Going Mobile" - 3:43
8. "Behind Blue Eyes" - 3:42
9. "Won't Get Fooled Again" - 8:33

### Remasterizado
O CD remasterizado traz as faixas adicionais:
1. "Pure and Easy"
2. "Baby Don't You Do It" (Holland/Dozier/Holland)
3. "Naked Eye"
4. "Water"
5. "Too Much of Anything"
6. "I Don't Even Know Myself"
7. "Behind Blue Eyes"

- "My Wife" tornou-se um destaque dos shows.
- Os títulos repetidos da versão remasterizada são das primeiras sessões em Nova York com Kit Lambert.
- "Baby Don't Do It" tornou-se popular em sua versão de Marvin Gaye, de quem o Who era fã no começo de sua carreira.
- Relançamentos posteriores (como a “Edição de Luxo”) trazem o show completo no Old Vic Theatre, e o álbum original (sem as faixas bônus), foi masterizado na metade da velocidade e relançado em vinil
- Recentemente, "Won't Get Fooled Again" e "Baba O'Riley" têm sido usadas como as canções tema das séries de TV CSI: Miami e CSI: NY, respectivamente.
- "Won't Get Fooled Again" também foi uma das músicas tocadas pelo The Who em sua apresentação em 2 de julho de 2005 no Live 8, ante um público de duzentas mil pessoas e uma audiência (tanto pela televisão quanto pela internet) de bilhões.